# Rigmor Dam
Rigmor Dam, född 18 december 1971 i Torshamn, är en färöisk lärare, informationsrådgivare och politiker (Javnaðarflokkurin). Hon är utbildad lärare men har de senaste åren arbetat som journalist och rådgivare. Hon är tidigare anställd vid tidningen Sosialurin.
Rigmor Dam är dotter till Durita och Bergur P. Dam, och hennes farfar var den tidigare lagmannen Peter Mohr Dam. Hon är den tidigare lagmannen Atli Dams niece, och är kusin till lagtingsledamoten Helena Dam á Neystabø.

## Politisk karriär
Rigmor Dam är aktiv i både landspolitik och kvinnopolitiken på Färöarna. Hon var styrelsemedlem i kvinnoföreningen Kvinnufelagið í Havn från 2008 till 2010, och igen sedan 2014. 2010 var hon vicemedlem i Färöarnas kvinnoförbund Kvinnufelagasamskipan Føroya, som är en paraplyorganisation för flera kvinnoföreningar på Färöarna. Hon valdes in till Färöarnas lagting vid valet 29 oktober 2011 för Javnaðarflokkurin. Hon fick fjärde flest personliga röster på C-listan med 271 röster, och av kvinnorna på samma listor fick hon flest röster. Hon blev nummer 9 av de 10 lagtingsledamöterna som fick flest personliga röster vid valet 2011.
Sedan valet 2015 är Rigmor Dam Färöarnas kulturminister.